# SpaceX COTS Demo Flight 2
SpaceX COTS Demo Flight 2, inaczej zwany: Lot Demonstracyjny COTS 2 (ang. COTS Demo Flight 2) – druga misja testowa bezzałogowego statku zaopatrzeniowego Dragon firmy SpaceX na orbitę w ramach programu NASA Systemy Komercyjnego Transportu Orbitalnego (COTS). Lot ten był drugim lotem kapsuły Dragon w ramach tego programu. Według decyzji z lipca 2011 cele lotu C2 zostały poszerzone o cele planowanej wcześniej misji C3, stąd nazwa lotu C2+.

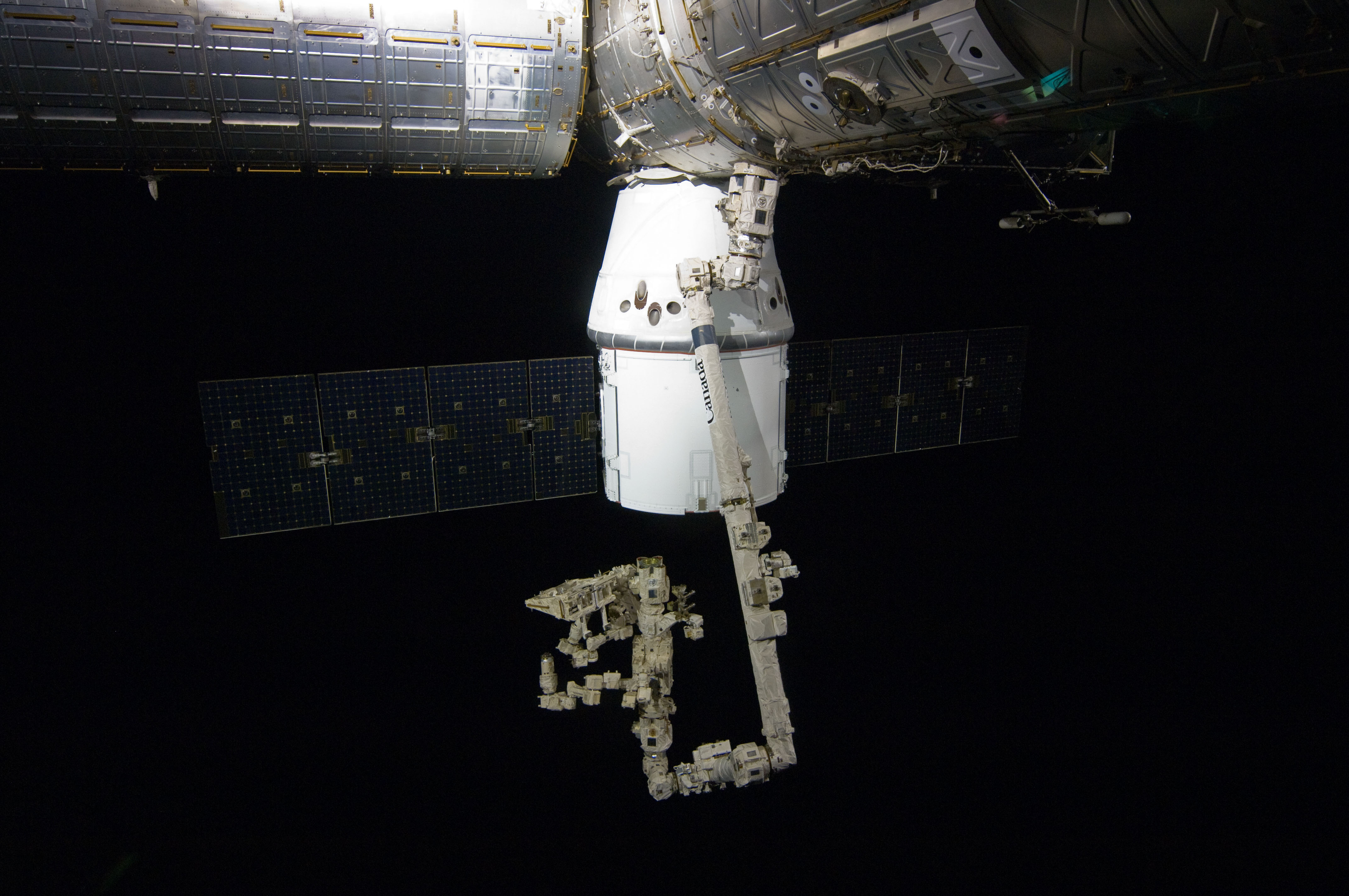
Statek Dragon cumujący do Międzynarodowej Stacji Kosmicznej

Pierwotnie lot miał odbyć się w grudniu 2011 r., jednak na skutek opóźnień związanych z przejściowymi trudnościami w funkcjonowaniu Międzynarodowej Stacji Kosmicznej (ISS) z powodu awarii rosyjskich rakiet nośnych, później zaś z usterkami w rakiecie Falcon 9, termin startu był kilkakrotnie przesuwany aż do maja 2012 r. Pierwsza próba startu została przeprowadzona 19 maja 2012 r., jednak na skutek przekroczenia parametrów pracy jednego z silników została ona wstrzymana pół sekundy przed startem. Ostatecznie start odbył się 22 maja 2012 r.
Głównym celem misji było wystrzelenie statku Dragon za pomocą rakiety Falcon 9 i umiejscowienie jej na orbicie umożliwiającej spotkanie z Międzynarodową Stacją Kosmiczną. Następnie, po zbliżeniu się do stacji, Dragon wykonał poza strefą bezpieczeństwa stacji manewry demonstrujące zdolność do bezpiecznej kontroli swojego położenia i przedstawiające swoje możliwości komunikacyjne. Po zrealizowaniu tych celów przystąpiono do wykonywania celów misji C3, tj. manewru stopniowego zbliżania do stacji i cumowania. Gdy Dragon znalazł się w odległości kilku metrów od węzła cumowniczego, został przechwycony za pomocą robotycznego ramienia Canadarm2, a następnie zacumowany do stacji.
Następnego dnia astronauci z ekspedycji przebywającej w tym momencie na stacji przystąpili do operacji otwarcia włazów między statkiem i stacją. Przez kilka dni trwał rozładunek towaru ze statku na pokład stacji, następnie załadunek materiałów na Dragona. 31 maja statek odcumował od stacji, a następnie wykonał deorbitację i wodował w okolicach wybrzeży Kalifornii na Pacyfiku.
Dzięki pomyślnemu przebiegowi lotu, następna misja kapsuły Dragon, która odbyła się w październiku 2012, była już rutynowym lotem zaopatrzeniowym do ISS w ramach kontraktu NASA na 12 lotów.

## Przebieg lotu
- Start rakiety Falcon 9 przeprowadzono 22 maja 2012 r. o godz. 7:44:38 UTC z kosmodromu Cape Canaveral Air Force Station.
- 24 maja przeprowadzono serię testów manewrowania na orbicie kapsułą Dragon oraz zbliżania do ISS.
- 25 maja przeprowadzono testy manewrowania statkiem w bezpośrednim sąsiedztwie stacji w odległości do kilkunastu metrów. Po pomyślnym wykonaniu manewrów przystąpiono do przeprowadzenia cumowania statku Dragon do stacji ISS. Statek został przechwycony manipulatorem Canadarm2, po czym o godz. 16:02 UTC nastąpiło zacumowanie do modułu Harmony.
- 26 maja załoga ISS otwarła właz do statku Dragon i pierwsi astronauci przeszli na jego pokład.
- 27-31 maja trwał rozładunek statku Dragon oraz załadowanie go sprzętem przeznaczonym do powrotu na Ziemię.
- 31 maja Dragon odcumował od ISS, po czym wylądował (wodował) o godz. 15:42 UTC na wschodnim Pacyfiku w pobliżu wybrzeży USA. Następnie kapsuła została podjęta na odpowiednio wyposażoną barkę.

## Galeria

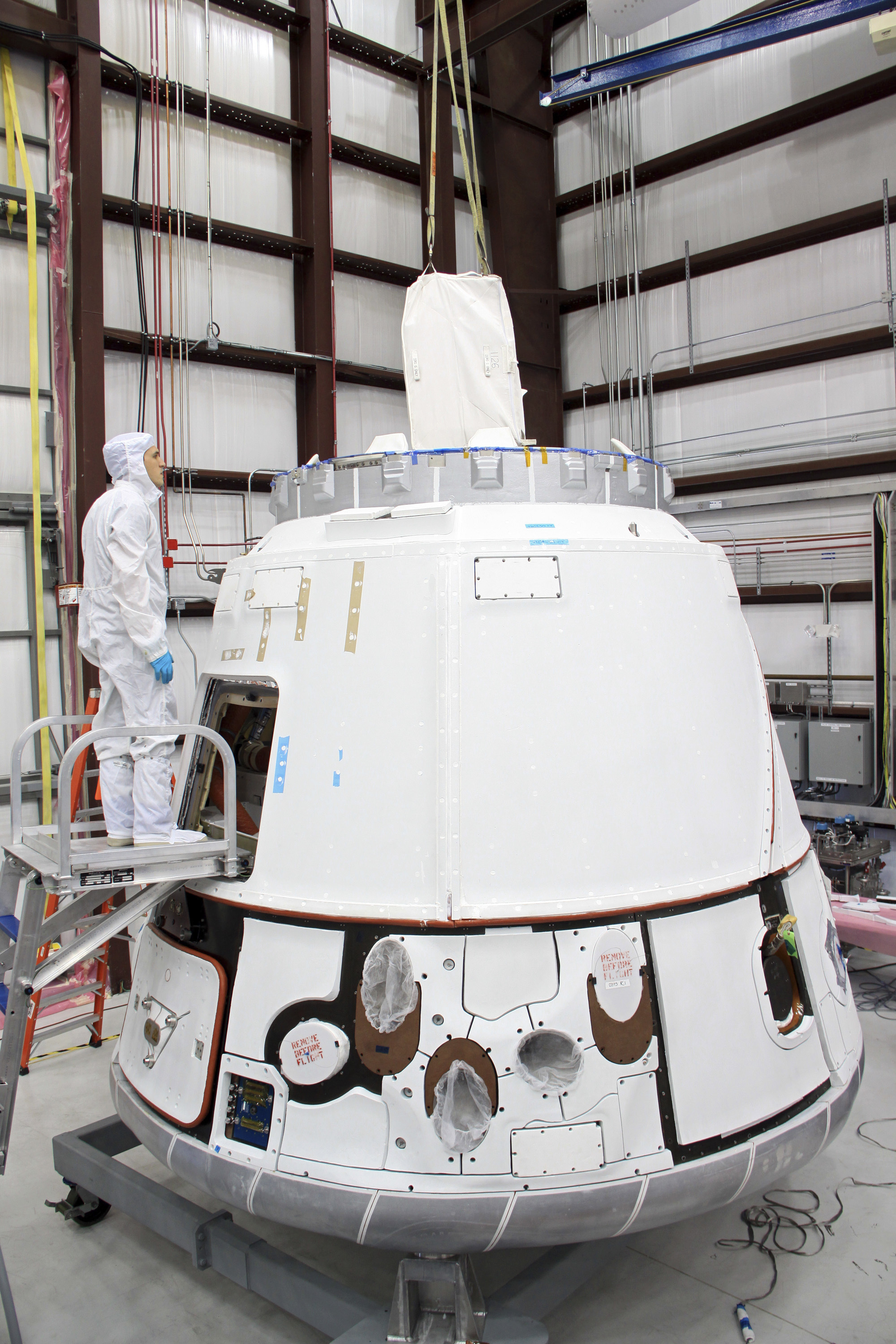
Statek Dragon podczas przygotowań do startu (kwiecień 2012)
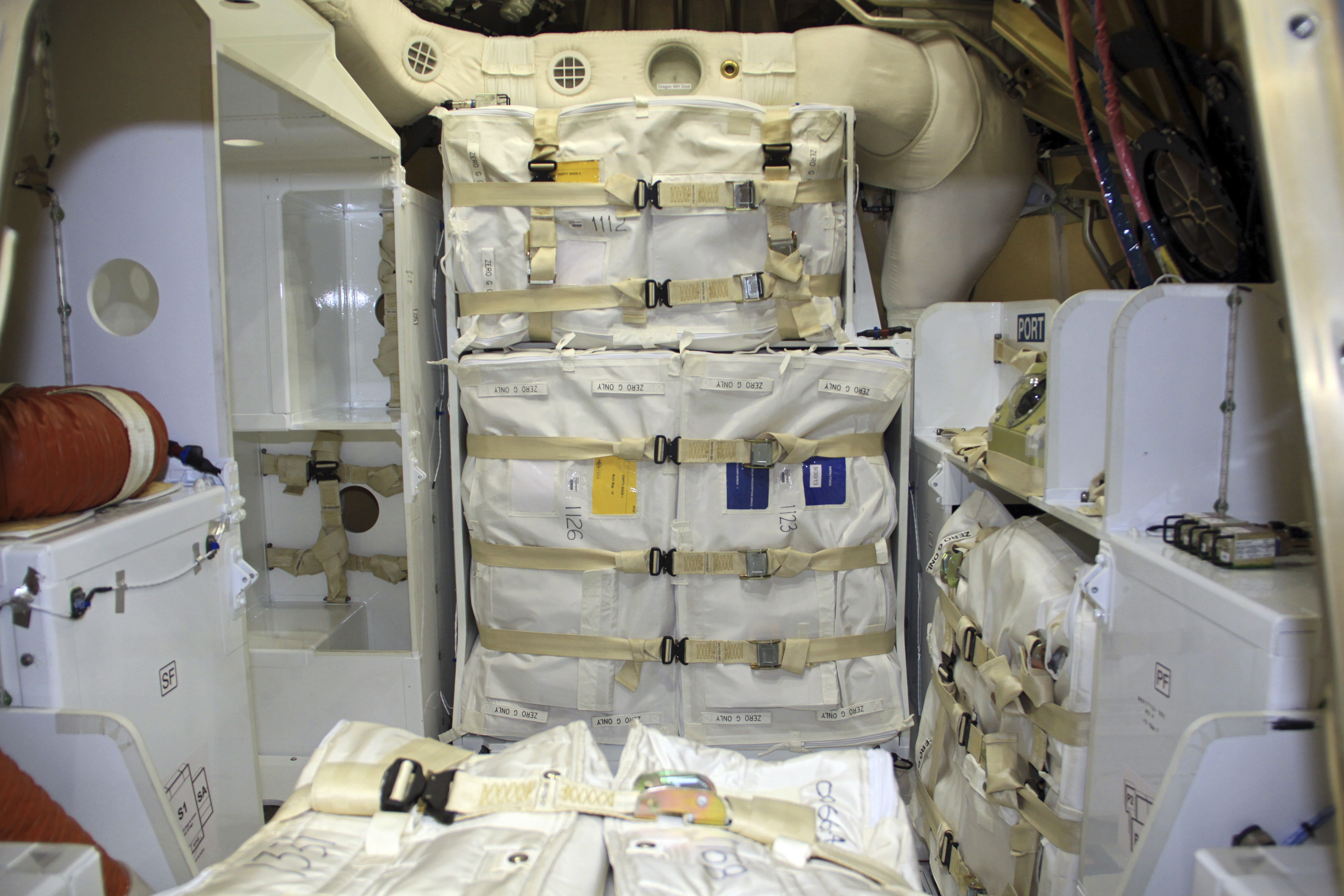
Załadunek kapsuły (kwiecień 2012)
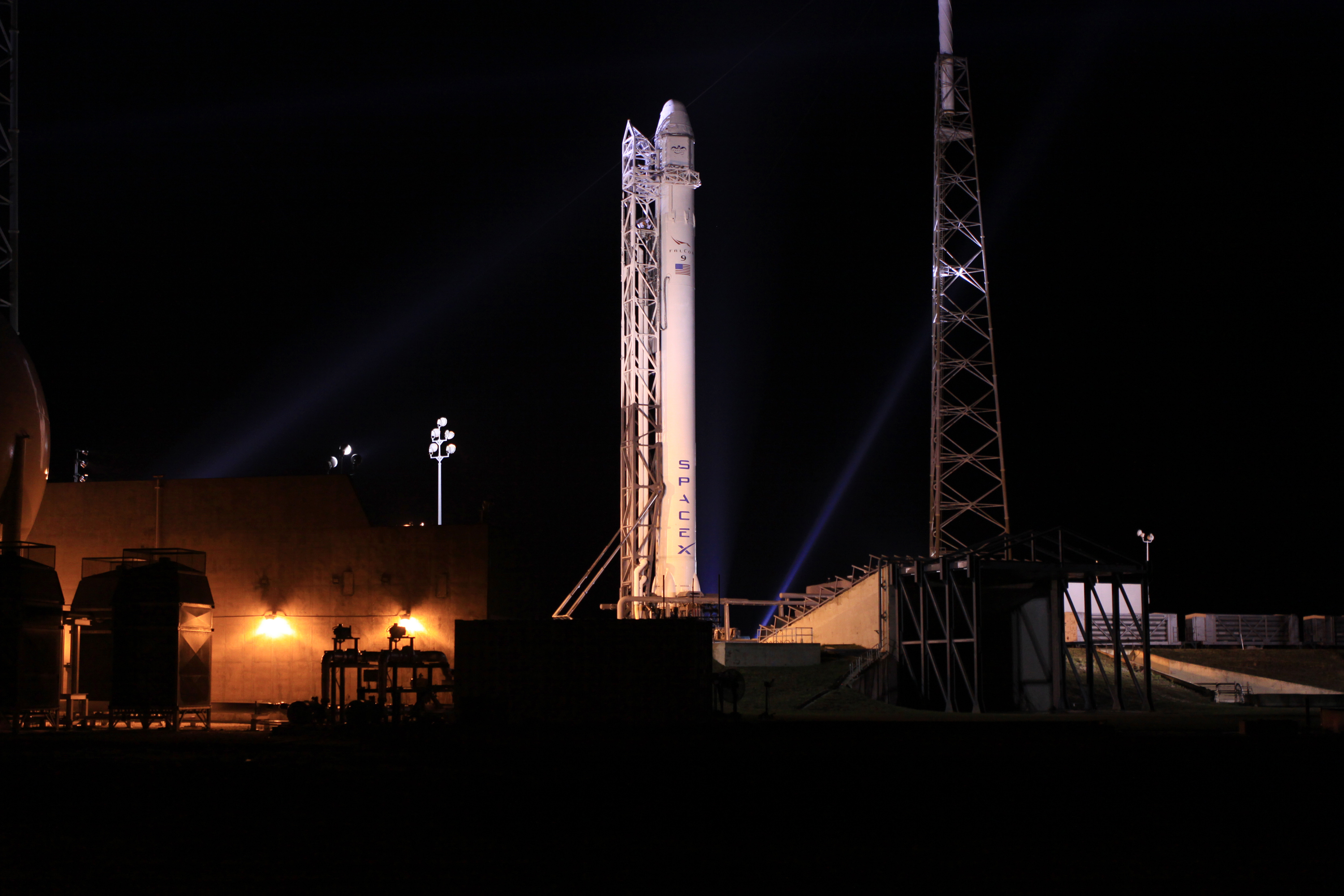
Na stanowisku startowym (maj 2012 r.)
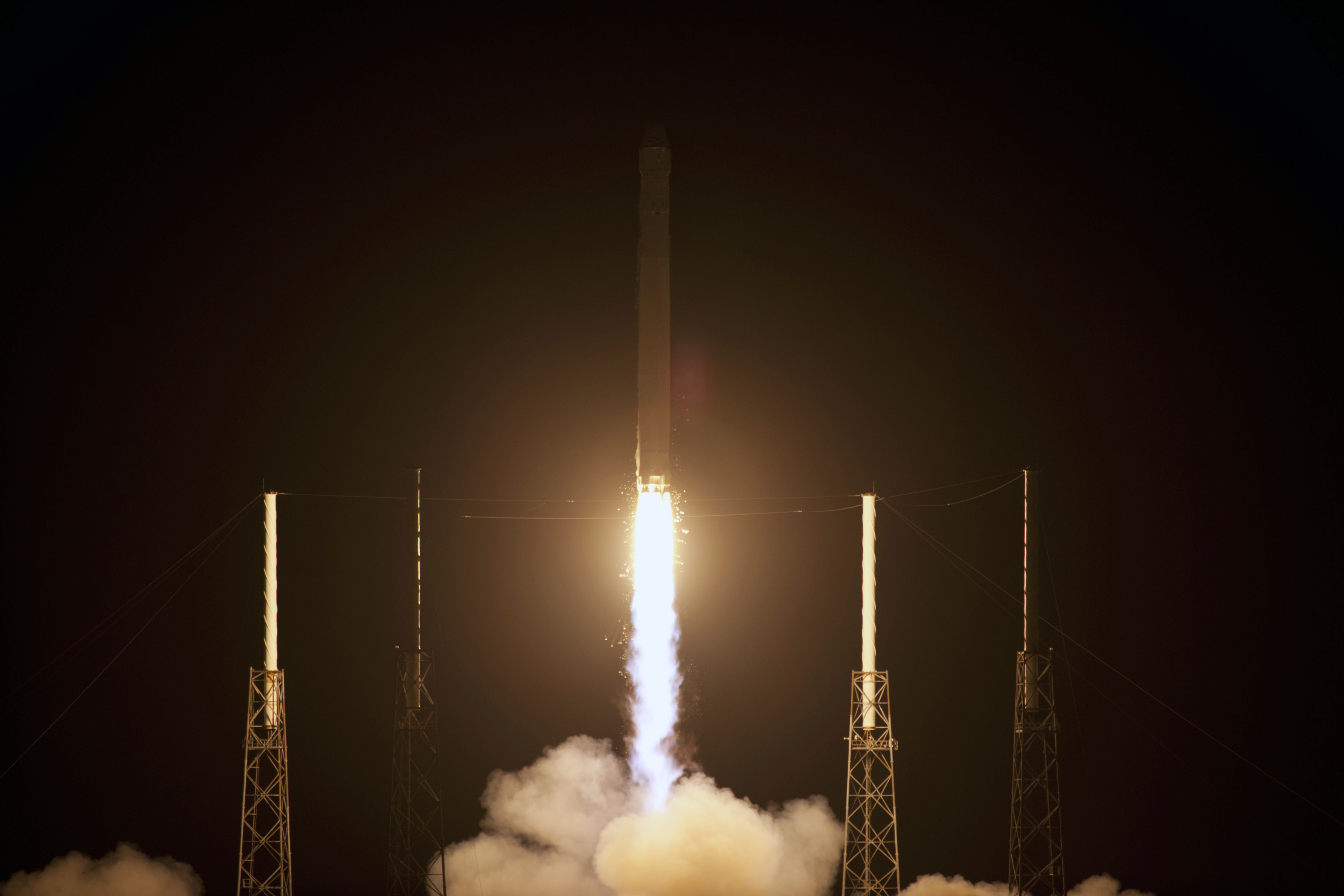
Start (22 maja 2012)
- Start (22 maja 2012)
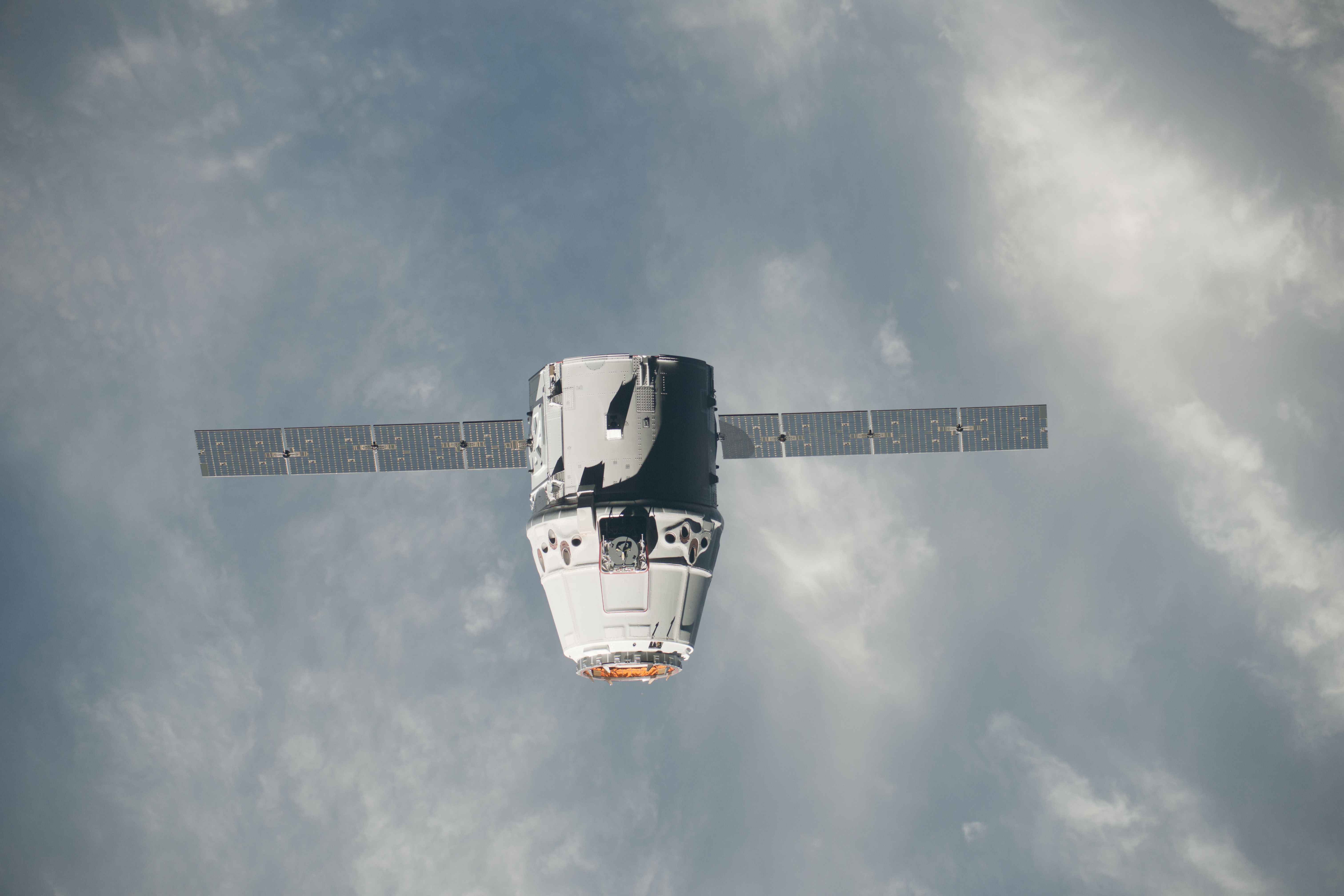
Dragon widziany z ISS (25 maja 2012)
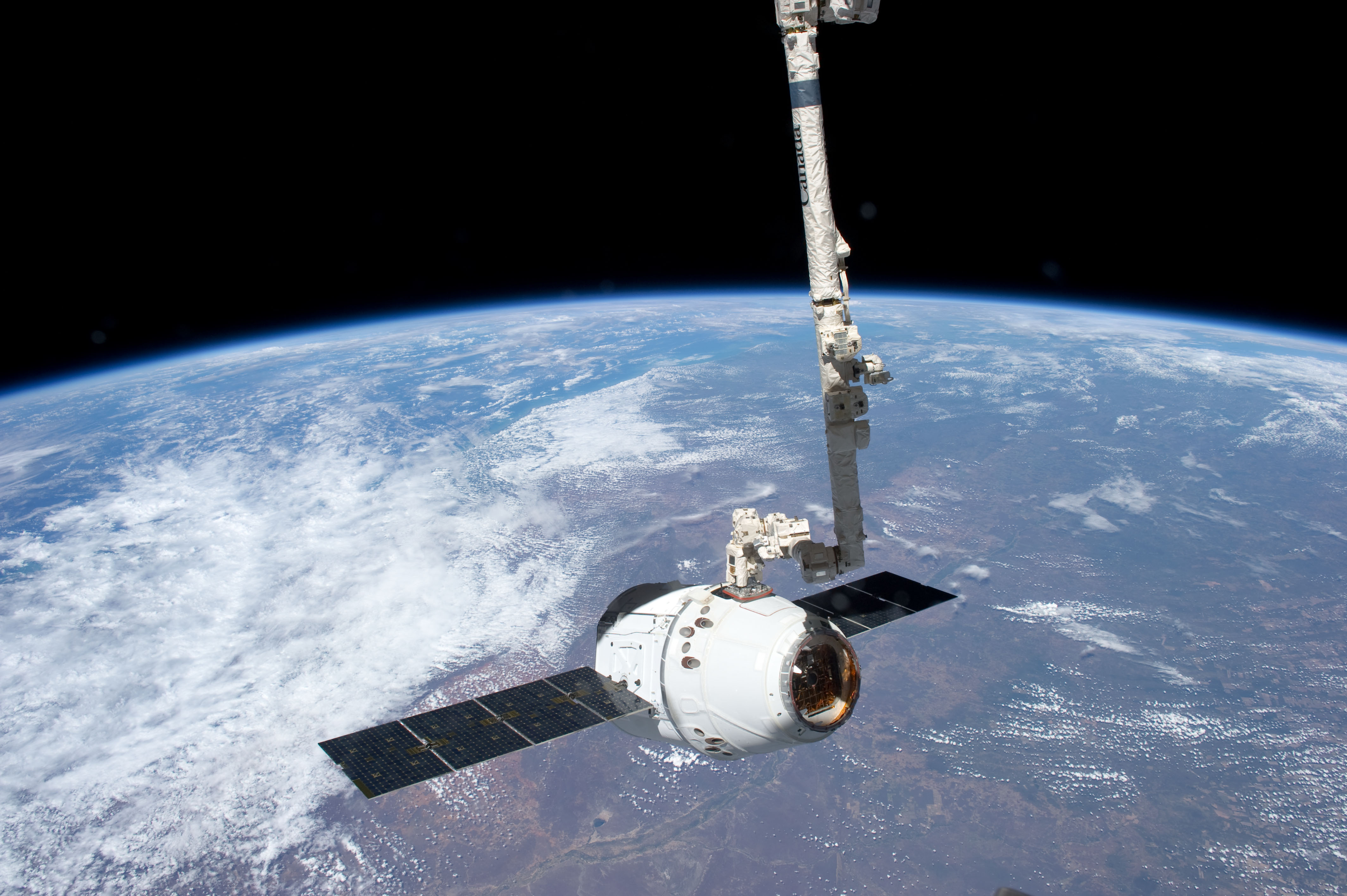
Dragon przechwycony przez manipulator Canadarm2. Wkrótce zostanie podłączony do ISS (25 maja 2012)
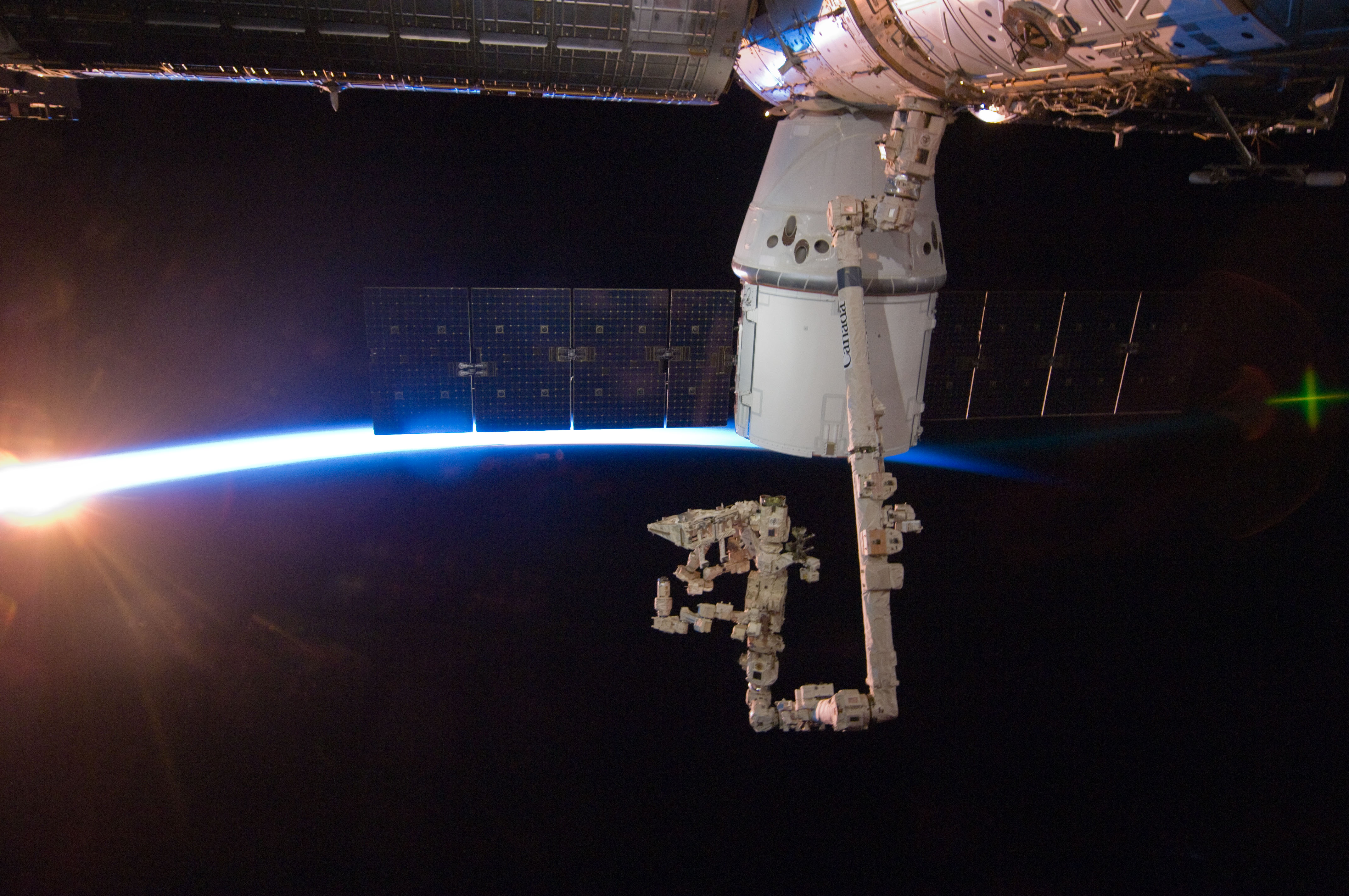
Dragon już zacumowany do ISS. Trwa kontrola jego zespołów za pomocą manipulatora Canadarm2 (25 maja 2012)
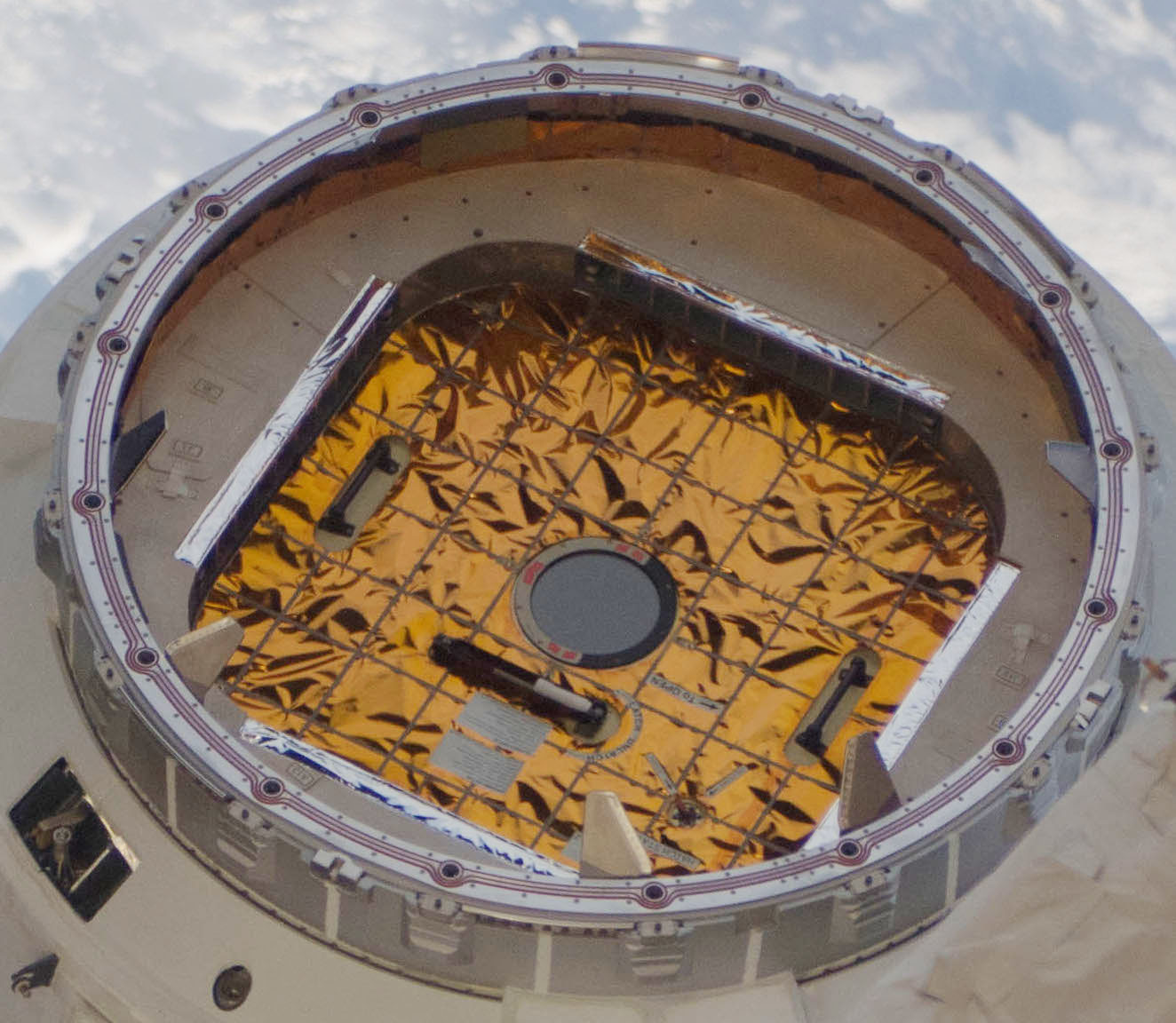
Węzeł cumowniczy kapsuły Dragon (25 maja 2012)
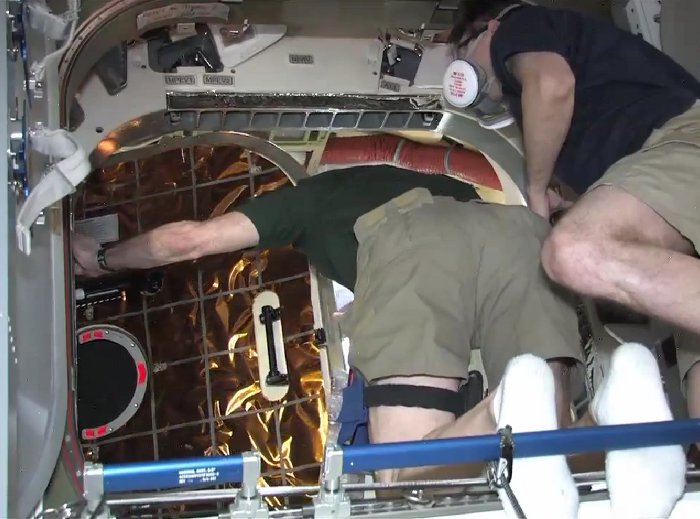
Otwarcie włazu do kapsuły Dragon (26 maja 2012)
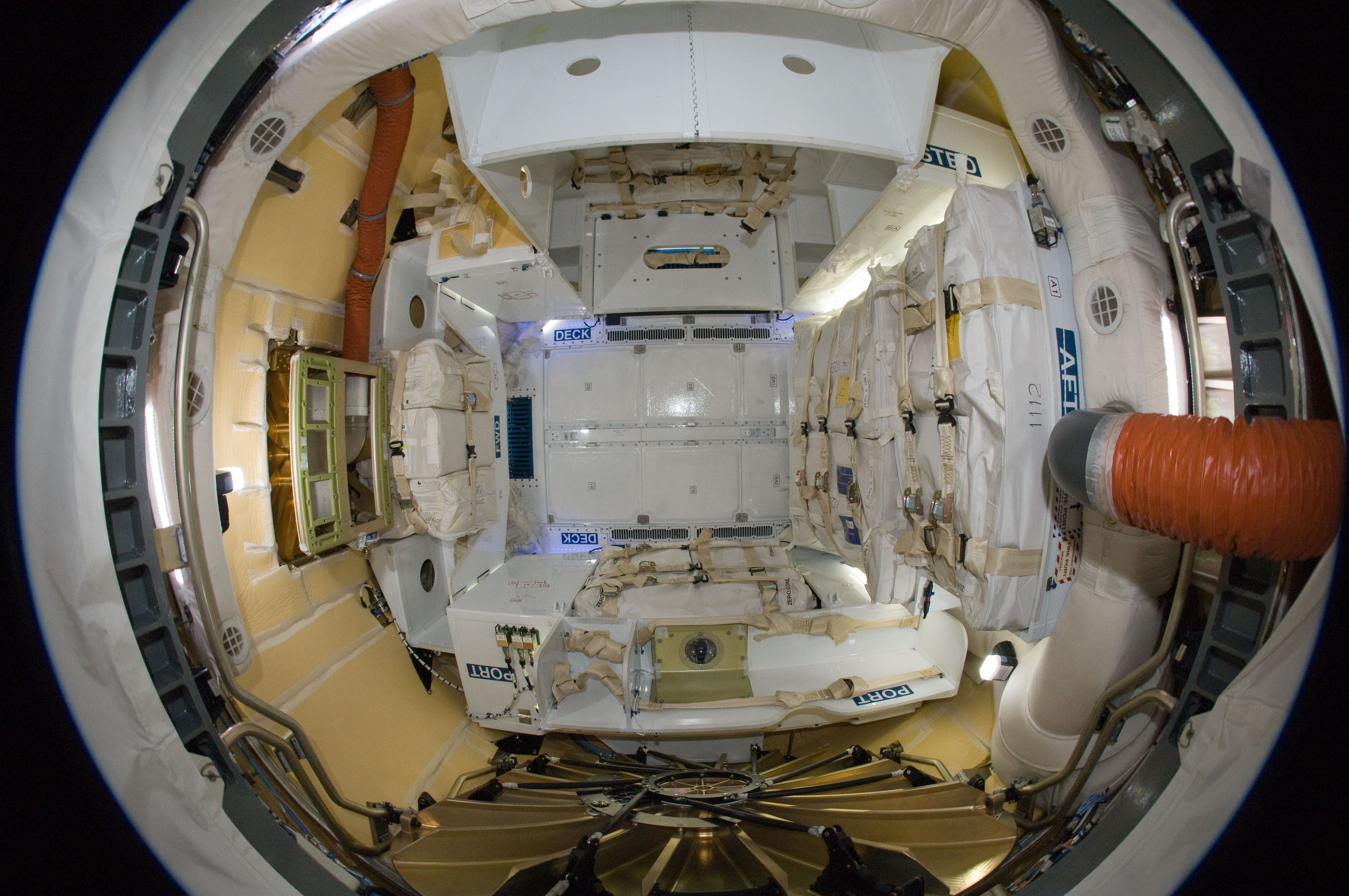
Wnętrze kapsuły widziane z ISS (26 maja 2012)
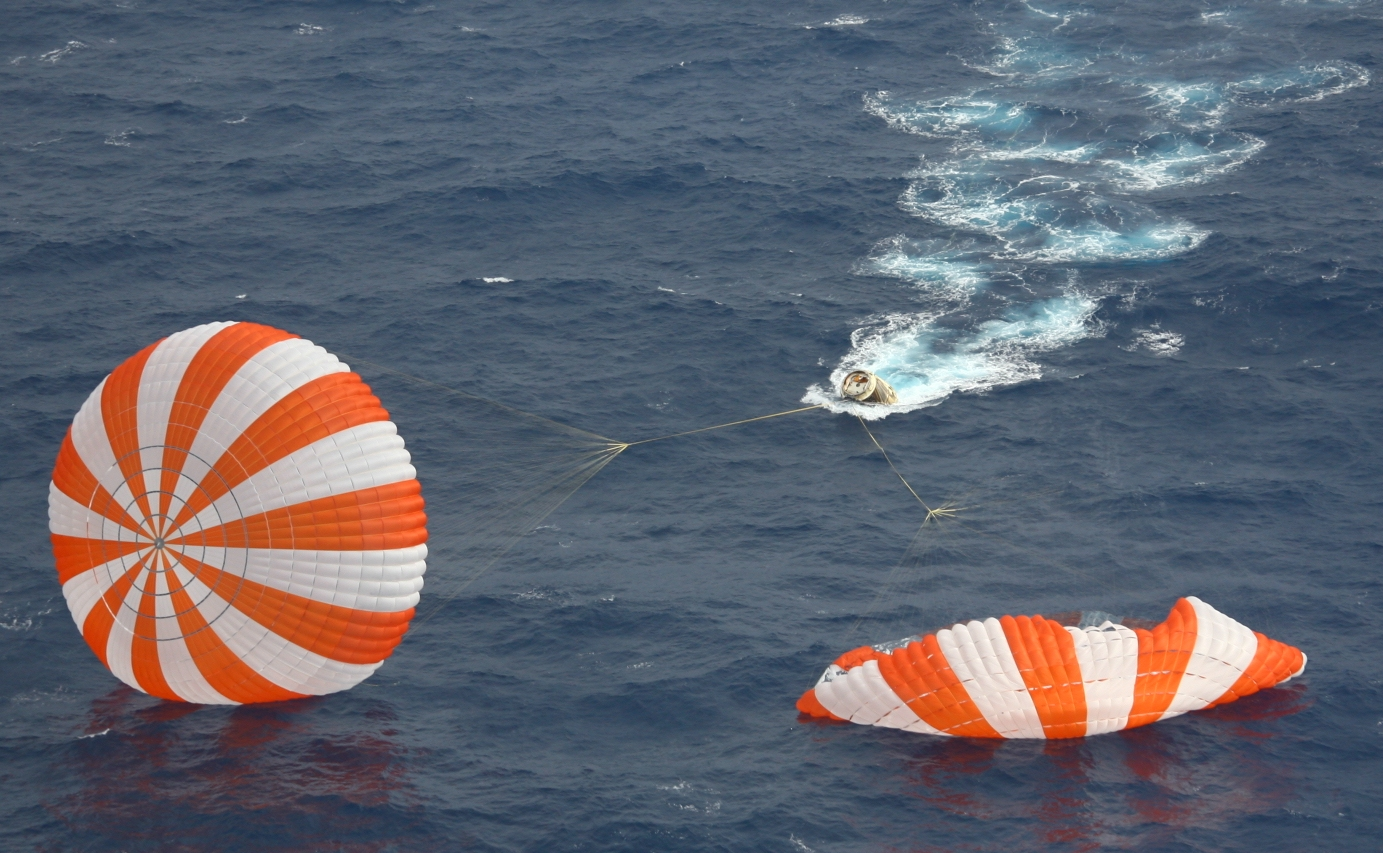
Dragon chwilę po wodowaniu (31 maja 2012)
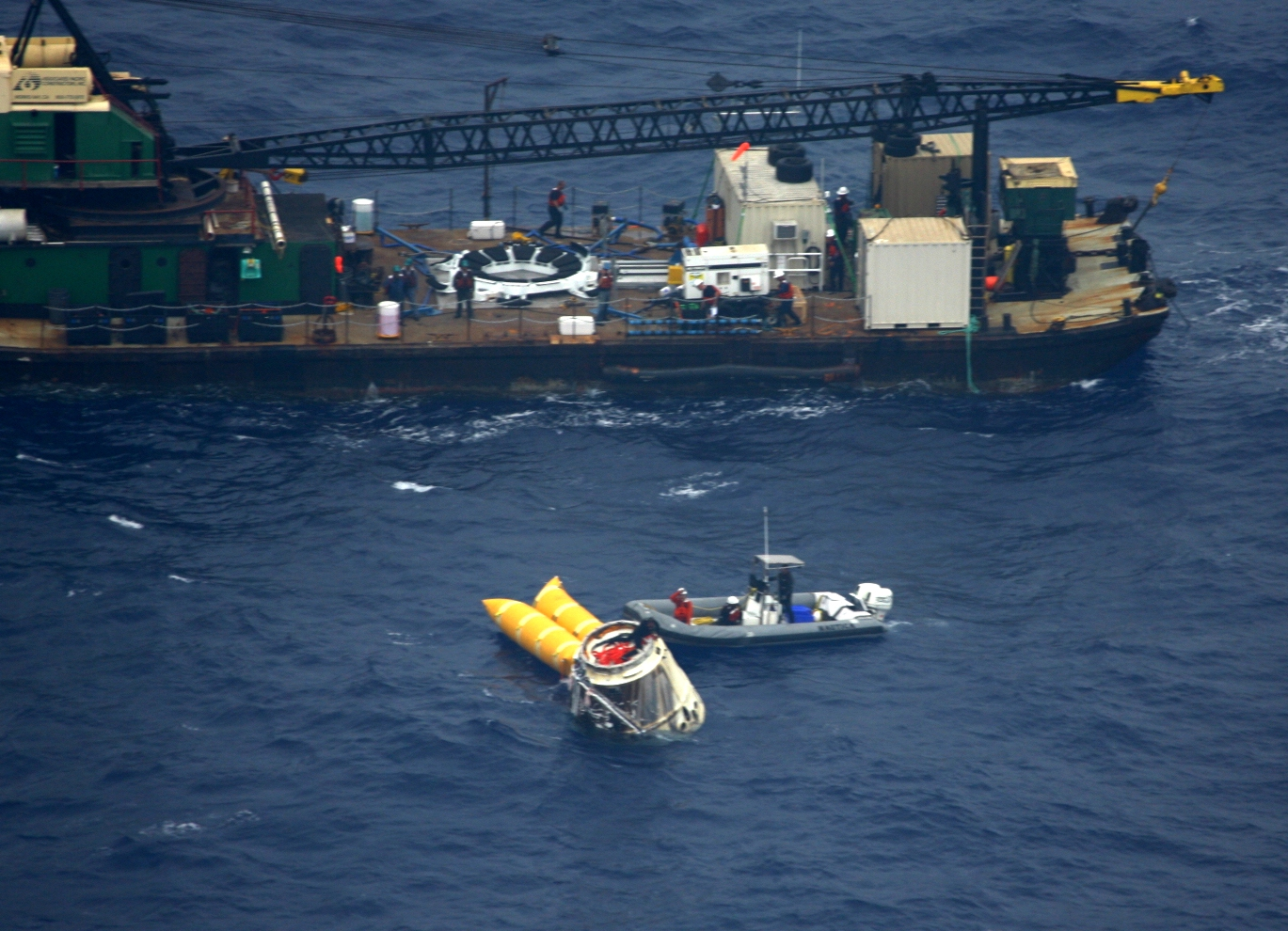
Przed podjęciem na barkę (31 maja 2012)
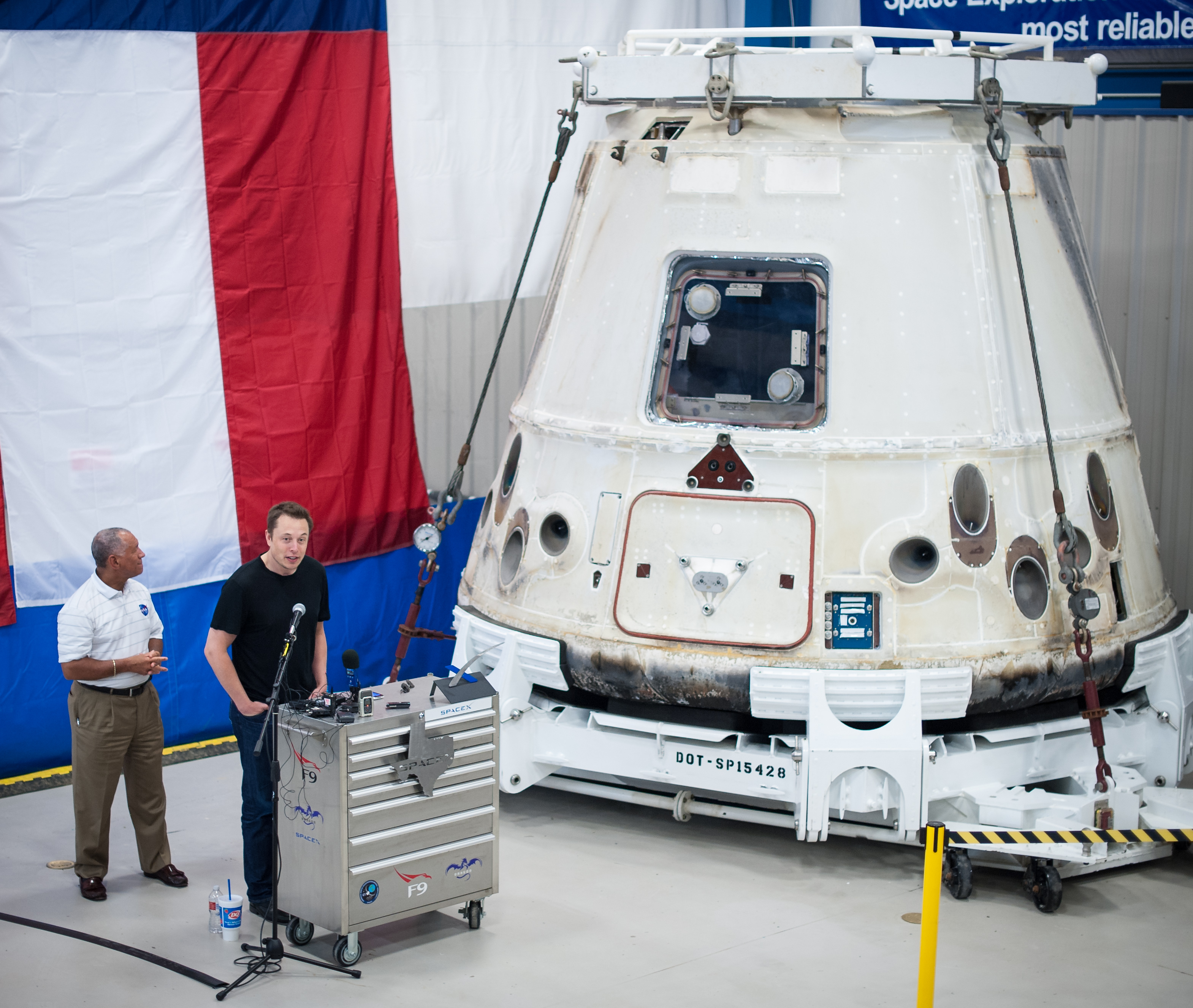
Dragon już w SpaceX: Ch. Bolden (administrator NASA) i E. Musk (dyrektor SpaceX) (13 czerwca 2012).